# 大餓
《大餓》是一部2019年臺灣電影，由謝沛如執導，蔡嘉茵主演，描述體態肥胖的主角受盡歧視，決心透過減重改變自己，之後重新找到自我的過程。電影於2019年11月15日在台灣上映。
《大餓》一片受到諸多好評，獲得2019年台北電影節國際新導演競賽觀眾票選獎，入選2019釜山國際影展亞洲電影之窗單元。主演蔡嘉茵獲得2019年臺北電影獎最佳新演員獎，入圍第56屆金馬獎最佳新演員獎。

## 製作

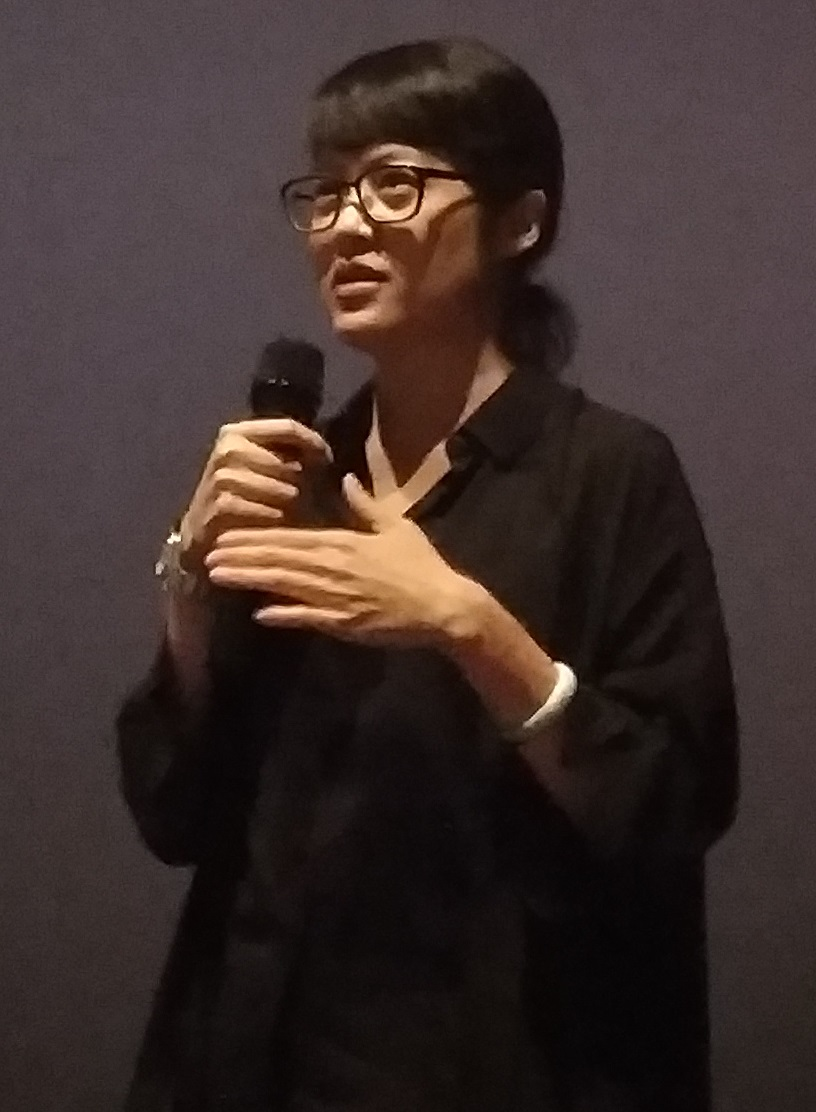
《大餓》的導演謝沛如，攝於2019年。

《大餓》是導演謝沛如的首支院線片，靈感源自於謝沛如的自身經歷，謝沛如表示自己從小就經常因為體態肥胖而被親戚和同儕揶揄嘲弄，在青春期時被取了綽號「阿肥」，並因此逐漸失去信心，即使長大後也十分注重體重，便決定將這段經驗拍成電影。謝沛如表示過去描述減重的電影通常是找一位苗條的演員裝胖，並將減肥過程過度美化，但現實世界並非如此，因此她希望用更真實的方式探討減重與女性的身體認同。
擔綱主角的蔡嘉茵畢業自台灣大學戲劇學系，有過舞台劇經驗，《大餓》是她首次演出劇情長片，蔡嘉茵表示自己也遭受過許多對身材的歧視與玩笑，過去也曾厭惡自己的身材，並試圖透過瘦身博取認同，但她在看到日本藝人渡邊直美的正面形象後深受鼓舞，走出陰霾。因此她和謝沛如反覆討論，將這些經驗編入劇本並加入喜劇元素，從構思到拍攝花了五年時間。蔡嘉茵為戲增胖10公斤，又為了劇情需要減重8公斤，還要長時間穿著肉胎衣、進行多項減重運動，十分勞累。蔡嘉茵表示，希望創作者未來能夠有更多元的劇本以容納不同的演員。
男主角吳浩仁則由張耀仁飾演，吳浩仁是陽光正面的快遞員，但也因為減肥而有著陰暗的一面，謝沛如認為張耀仁的陽光形象很真實。健身教練由謝祖武飾演，謝祖武形容這個角色是擇善固執的反派，他也把自己在健身房運動時從教練口中聽到的說詞融入自己的表演裡。
劇中映射出許多現實社會中對身體的期待與歧視，例如身材肥胖者在戀愛中面臨的困境，以減重的成果評判一個人的努力與否，以及當一個人的身材不夠好時，在其他方面受到的檢視也更為嚴苛。謝沛如認為，減肥在台灣是熱門的話題，而亞洲社會經常會以身材作為評判一個人的指標，因此肥胖的女性在亞洲社會往往被視為不完美且沒有自信，她期望透過電影傳遞包容、理解與同理心，期望大眾能對善與美的意義重新思考。謝沛如直白地表示，《大餓》這部作品就是想告訴社會「不要歧視胖子！」
故事除了主角姜映娟的減重之途，還有另一條主線，描述姜映娟的安親班裡一個有變裝傾向的男童面臨自身天性與社會規範相互矛盾時產生的衝突。這個角色與姜映娟的故事相互對比，同樣指出社會環境在接納多元族群上的問題。謝沛如表示自己深受高中時觀看的電影《霸王別姬》的影響，使得作品的主題都與性別與身體認同有關。

## 劇情大綱
體重105公斤的姜映娟（蔡嘉茵飾）在母親（柯淑勤飾）經營的安親班擔任廚師，能燒一手好菜，她經常受到來自安親班小孩、鄰居、陌生人甚或自己母親對自己身材的歧視或霸凌。在她三十歲生日時，她收到來自母親的生日禮物──減重班的課程，她決定透過減肥讓自己變得更好，在教練（謝祖武飾）的培訓下，姜映娟開始運動和節食。
某日，姜映娟的鄰居趁四下無人意圖性侵犯姜映娟，幸虧正巧經過的快遞員吳浩仁（張耀仁飾）出手相救才讓她免於被誤會，姜映娟也起了戀慕之情，減肥有道的吳浩仁勸她，改變社會的看法太難，不如改變自己的身材，於是姜映娟積極地減肥，但她後來發現平時陽光正向的吳浩仁，為了維持身材而採用催吐減肥，並因此痛苦不堪，兩人的關係一度疏遠。
另一方面，姜映娟意外發現安親班裡的模範生男童小宇（張恩瑋飾）有異性裝扮的興趣，在得知小宇的興趣被小宇的媽媽視為疾病後，姜映娟把自己小時候的服裝借給他，並鼓勵他「做自己」，兩人因此發展出友誼。在安親班的成果發表會上，姜映娟安排小宇穿女裝登台演出，小宇的媽媽發現後大發雷霆，揚言對安親班提告。
姜映娟在減了十公斤後面臨瓶頸，因此她開始激烈地絕食，並進行胃繞道手術，但手術的副作用讓她失去了味覺，這些痛苦和壓力逐漸將她推向崩潰，她不斷地與自己的內心進行鬥爭，最終戰勝了符合社會期待的所謂「美好的自我」，重新認同自己的身體。之後，姜映娟修復了與吳浩仁的關係，也暗中支持小宇，希望他能「做自己」。

## 上映
《大餓》在2019年10月18日至28日於漢默爾美術館比利懷爾德戲院舉行的台灣電影雙年展中擔任開幕片，並在台南光芒影展擔任開幕片。
《大餓》於2019年11月15日在台灣上映。
《大餓》片頭賴琳恩跑步拍攝地點，台中大肚藍色公路。
《大餓》幼稚園拍攝地點校外教學：台中植物園。

## 評價
《大餓》讓不少曾因為身材而受過歧視的觀眾感同身受。該片獲得2019年台北電影節國際新導演競賽觀眾票選獎，入選2019釜山國際影展亞洲電影之窗單元。主演蔡嘉茵獲得2019年臺北電影獎最佳新進演員獎以及首屆台灣影評人協會獎最佳女演員殊榮，並入圍第56屆金馬獎最佳新演員獎。
| 年份   | 單位                           | 獎項                         | 入圍者   | 結果 | 參考          |
| ------ | ------------------------------ | ---------------------------- | -------- | ---- | ------------- |
| 2019年 | 第21屆臺北電影節國際新導演競賽 | 觀眾票選獎                   | 《大餓》 | 獲獎 | [ 20 ]        |
| 2019年 | 第21屆臺北電影獎               | 最佳新演員                   | 蔡嘉茵   | 獲獎 | [ 23 ] [ 24 ] |
| 2019年 | 第21屆臺北電影獎               | 最佳造型設計                 | 王郁文   | 提名 | [ 23 ] [ 24 ] |
| 2019年 | 第26屆明斯克國際電影節十一月獎 | 劇情片競賽：青春進行曲       | 《大餓》 | 提名 | [ 25 ]        |
| 2019年 | 第26屆明斯克國際電影節十一月獎 | 觀眾獎－最佳影片             | 《大餓》 | 提名 | [ 26 ]        |
| 2019年 | 第56屆金馬獎                   | 最佳新演員                   | 蔡嘉茵   | 提名 | [ 17 ]        |
| 2019年 | 第56屆金馬獎                   | 國際影評人費比西獎           | 《大餓》 | 獲獎 | [ 27 ]        |
| 2019年 | 第39屆夏威夷國際電影節         | 閃亮之星電影人獎             | 《大餓》 | 提名 | [ 28 ] [ 29 ] |
| 2019年 | 第14屆五味亞洲電影節           | 新亞洲電影競賽               | 《大餓》 | 提名 | [ 30 ]        |
| 2019年 | 第1屆台灣影評人協會獎          | 最佳女演員                   | 蔡嘉茵   | 獲獎 | [ 22 ]        |
| 2019年 | 第1屆台灣影評人協會獎          | 最佳劇本                     | 謝沛如   | 獲獎 | [ 22 ]        |
| 2020年 | 第22屆臺北電影獎               | 台灣電影行銷獎－最佳預告片獎 | 湯宜菲   | 獲獎 | [ 31 ]        |
| 2020年 | 第7屆桃園電影節－台灣獎        | 未來之星                     | 蔡嘉茵   | 獲獎 | [ 32 ]        |

## 外部連結
- YouTube上的大餓頻道
- 高雄電影節網頁[]
- 開眼電影網上《大餓》的資料（繁體中文）
- Yahoo奇摩電影上《大餓》的資料（繁體中文）